# Spålgrundet
Spålgrundet is een Zweeds rotseilandje / zandbank behorend tot de Lule-archipel. Het ligt ten oosten van Kluntarna en behoort tot het Natuurreservaat Kluntarna. Het eiland heeft geen oeververbinding en heeft geen bebouwing.
Björkskäret · Granskäret · Kluntarna · Lillbjörnen · Lillhällan · Sikhällan · Sikrevet · Stor-Kallgröten · Storhällan · Spålgrundet